# مزاين
مزاين؛ هي مسابقة تجمع فيها الإبل لاختيار الأجمل بينها في شبه الجزيرة العربية، ويُقام دورياً كل عام وخصوصا في فصلي الخريف والشتاء. ومن أبرز مزاينات الإبل في الخليج: «مهرجان الملك عبد العزيز للإبل» الذي انطلق عام 1420هـ.

## البداية
بدأ استخدام كلمة مزاين بداية العام 1420 تقريباً في السعودية عندما اتفق مجموعة من ملاك الإبل بدعم من الأمير سلطان بن محمد الكبير على إقامة تجمع بينهم للتنافس على جائزة أجمل الإبل. وكانت المعايير التي يتم عن طريقها تصنيف الإبل في الجمال معروفة لدى الكثير من أهل البادية الذين بدؤوا في تحري الجمال في ابلهم والبحث عنه والتهجين في بداية عهد الملك خالد الذي كان من المعجبين بالإبل والباحثين عن جمالها. بعد هذه البداية اتفقوا على عمل مزاين يشمل عدداً أكبر من المشاركين وكانت مسماه (مزاين نوفا) وكانت نوفا إحدى النوق الغوالي التي يملكها الأمير سلطان بن محمد. بعد هذا المزاين بدأت المزاينات تتوالى خصوصاً بعد شهرة المشاركين بين قبائلهم وتشجيع أبناء القبيلة للمتسابق وأنه يمثلهم جميعاً.
بعد هذا المزاين كانت هناك عدة مزاينات أخرى منها:
- مزاين نوفا الثاني
- مزاين نوفا الثالث
- مزاينات خبيب الريم

وكانت المزاينات تزداد جمهوراً ومتابعة في كل مرة. حتى اضطلع باقامتها الأمير مشعل بن عبد العزيز ال سعود الذي شغل منصب رئيس هيئة البيعة في المملكة العربية السعودية. وأصبحت هذه المهرجانات تستقطب الآلاف من الجماهير الذين يذهبون إلى أم رقيبة وهي منطقة قريبة من منطقة حفر الباطن في السعودية. وأصبح هذا المهرجان معلما يزوره أبناء الخليج العربي ويتنافس فيه ملاك الإبل منافسة شرسة للحصول على المراكز الأولى. وتمت تسميته باسم مهرجان الملك عبد العزيز للإبل. ويشتمل هذا المهرجان على سوق كبير يتوفر فيه كل احتياجات المنتزهين والزائرين للمهرجان، وتظهر مخيمات اصحاب الإبل المشاركين بشكل مبهر في عمق الصحراء، تزدان بعقود الأنوار والاحتفالات والمحاورات الشعرية بين الشعراء.
بعد هذا النجاح الغير مسبوق لهذه المهرجانات قامت بعض الدول الخليجية الأخرى بنفس الخطوة وانشأت مهرجانات للمزاين فيها ومنها الأمارات وقطر وأخيراً الكويت، والجدير بالذكر أن مهرجان الظفرة في دولة الأمارات أصبح يستقطب كثيراً من ملاك الإبل السعوديين والقطريين فضلاً عن الإماراتيين لتخصصه بالإبل المجاهيم (ذات اللون الأسود) ولأن مهرجان أم رقيبة أصبحت المنافسة فيه تقتصر على ملاك الإبل ذوو المقدرة المالية وأصبح من الصعب منافستهم على مراكزهم المتقدمة، ففضل البعض التوجه لمهرجان الظفرة.
وقامت بعد ذلك مجموعة من أكبر القبائل في المملكة العربية السعودية بإقامة مهرجانات مزاين خاصة بها، بداية بقبيلة مطير ثم تبعتها بعد ذلك العديد من القبائل منها الدواسر وسبيع وعنزة وعتيبة وقحطان وغيرها من القبائل وتم صرف مبالغ هائلة على هذه المزاينات الفرعية التي ربما بدأت معها الانتقادات بالازدياد على فكرة المزاين.

## المعارضون للمزاين
يحتج المعارضون لمزاينات الإبل على أنها اهدار لمبالغ هائلة ثمناً للفخر بين القبائل، حيث ان بعض التجار الذين لم يكونوا مهتمين بالإبل أصبحوا يدفعون رؤوس اموالهم لغرض شراء الإبل الفاخرة والمشاركة بها، وكما قال أحدهم في مقابلة تلفزيونية: ان الأموال والشركات التي املكها لم تعطني شيئاً من الشهرة التي حصلت عليها عن طريق هذه المزاينات. ودفع بعض التجار في سنة واحد ما يقارب المئة وخمسين مليون
ريال ثمناً للأبل التي شارك بها. وفي فترات المزاين تبدأ أخبار الصفقات الخيالية بالانتشار بين المتابعين.
و تمت أكبر صفقه في عالم الإبل في مزاين أم رقيبة 1432 هـ حيث أشترى المالك: إبراهيم المهيلب (تاجر مشهور من أهل القصيم) ناقة من عمير القحطاني بقيمة عشرون مليون ريال.وبلغت قيمة كامل الصفقات في مزاين ام رقيبة الأخير 1432 هـ 1.5 مليار ريال.
أيضاً من الأمور التي يحتج عليها المعارضون لهذه المهرجانات أنها تنمي التعصب القبلي بين أبناء البادية والحاضرة وبين أبناء البادية أنفسهم، فأصبحت الانقسامات والملاسنات حول الأحق بهذه الجائزة خصوصاً بعد دخول التجار والحضر في المهرجان ومقدرتهم المالية التي تفوق مقدرة البدو أهل الإبل الاصليين فربما خرجت هذه المهرجانات قليلاً عن اهدافها.
الأمير مشعل بن عبد العزيز غالباً ما يركز في خطابه الختامي في نهاية المهرجان على اللحمة الوطنية وعدم التفرق والعصبية وأن هذه المسابقات ماهي إلا تجمع بين أهل الإبل وملاكها ومنفعة للمحتاجين ببيع ابلهم. ويشكل الأمير مشعل رمزاً لاهل الصحراء لأن مهرجاناته رفعت أسعار الإبل مما عاد بالنفع عليهم.

## المؤيدون
يرى المؤيدون لهذه المهرجانات انها تقام تحت غطاء رسمي وأنها خاضعة للرقابة وأن الحوادث الفردية لا تعمم على المسابقة كاملة، وان هذه المهرجانات تعود بالنفع على أهل البادية اولاً وأخيراً، ولا بخفى أن أغلب الشعوب لديها هذه العادة في البحث عن مكامن الجمال في حيواناتهم، فمثلاً هناك مسابقات لجمال الكلاب والقطط والحمام والارانب والبقر وغيرها من الحيوانات، فمن باب أولى أن تكون هناك مسابقة للأبل التي ذكرت في القرآن الكريم بقوله تعالى: (أَفَلا يَنْظُرُونَ إِلَى الْأِبِلِ كَيْفَ خُلِقَتْ)، فهذه الآية تحض على النظر في خلقة الإبل واشكالها وهو ما تمثله هذه المسابقة.خصوصاً مع عشق أهل البادية والصحراء للأبل وموالفتهم لها في زمان كانت هي مصدر لبسهم ورزقهم وارتحالهم بعد الله، فكانت هذه المسابقات كجزاءً على معروف الإبل العظيم لهم.

## الإبل الباكستانية
تعتبر الإبل الباكستانية مصدر تهديد للمزاينات بأنواعها لما تتميز به من صفات الجمال المطلوبة في مزاينات دول الخليج العربي بجميع أنواعها، فنجد ان نسبة مواطن الجمال في الإبل الباكستانية تزيد بشكل واضح وكبير عن الإبل في الجزيرة العربية ويقال أنها استخدمت في التهجين منذ البداية لتظهر الإبل الجميلة في الجزيرة العربية، واتجه الآن بعض المربين إلى استيراد الإبل من باكستان لتهجينها مع الإبل العربية وإنتاج سلالة تتميز بالجمال ويكون شكلها قريباً للشكل العربي، لأن الإبل غير العربية ليس لها فئات في تصنيف المزاينات ولا تقبل مشاركتهاويستطيع أعضاء لجنة التحكيم ان يحددوا إذا كانت الناقة المشاركة من ابل جزيرة العرب ام لا بخبرتهم ومعرفتهم الواسعة في هذا المجال، وهناك أيضاً الإبل السودانية ينطبق عليها ما ينطبق على ابل باكستان.

## تصنيفات الإبل
تصنف مسابقة الملك عبد العزيز لمزاين الإبل، الإبل المشاركة إلى خمسة ألوان: الوضح ومفردها وضحى (لونها أبيض)، الشعل (لونها قريب من الأصفر)، الصفر (لونها ذهبي)، المجاهيم (لونها أسود)، الحمر (لونها قريب من الأحمر إلى البني) وكل لون من هذه الألوان يتميز بصفات جمال تختلف عن اللون الآخر، وتقوم لجنة مكونة من المحكمين أو كما يطلق عليهم في مجتمع البادية (أهل النظر) في تقييم الإبل المشاركة واعطائها درجات حسب جمالها وتوافق مواصفاتها مع المواصفات المطلوبة.و تشتمل المسابقة على ثلاث فئات لكل لون (فئة 100، فئة 50، فئة 30) وفئة تسمى فئة الفردي. تتنافس فيها ناقة أو بكرة واحدة فقط على مسابقة الجمال، لتكون أجمل النياق في هذا اللون. وتكون عادة المنافسة الأقوى في فئة الـ 100 لوجود الملاك الكبار واصحاب الأموال فيها.

## مسابقات أخرى
في مسابقات أخرى مثل مهرجان الظفرة في دولة الإمارات، تشتمل المسابقة على الإبل المجاهيم والهجن (تسمى الاصايل أو الجيش) وهي ابل السباق. ورغم أن هذه الإبل تتنافس عادةً بالسباق إلا أن لجنة المهرجان خصصت اشواطاً لجمال هذا النوع من الإبل وتختلف صفات الجمال فيها بشكل كبير عن باقي الأنواع.

## فائدة المهرجانات
يعتقد ان هذه المهرجانات إذا تمكن القائمون عليها من تقويم بعض النواقص فيها والاهتمام بها ورعايتها أن تكون سوق عكاظ الجديد في جزيرة العرب، الذي يجتمع فيه أبناء البادية والحاضرة والشعراء والشيوخ وعامة الناس كل عام